# Treron
A Treron a madarak osztályának galambalakúak (Columbiformes) rendjébe, valamint a galambfélék (Columbidae) családjába és a gyümölcsgalambformák (Treroninae) alcsaládjába tartozó nem.

## Rendszerezésük
A nemet Louis Pierre Vieillot francia ornitológus írta le 1816-ban, az alábbi fajok tartoznak ide:
- fahéjfejű zöldgalamb (Treron fulvicollis)
- szürkefejű zöldgalamb (Treron olax)
- rózsaszínhasú zöldgalamb (Treron vernans)
- bengáli lombgalamb (Treron bicinctus)
- Pompadour-zöldgalamb (Treron pompadora)
- szürkehomlokú zöldgalamb (Treron affinis)
- szürkefejű zöldgalamb (Treron phayrei)
- andamáni zöldgalamb (Treron chloropterus)
- Fülöp-szigeteki zöldgalamb (Treron axillaris)
- burui zöldgalamb (Treron aromaticus)
- papagájcsőrű zöldgalamb (Treron curvirostra)
- szürkemaszkos zöldgalamb (Treron griseicauda)
- Szumba-szigeti zöldgalamb (Treron teysmannii)
- floresi zöldgalamb (Treron floris)
- timori zöldgalamb (Treron psittaceus)
- vastagcsőrű zöldgalamb (Treron capellei)
- sárgalábú zöldgalamb (Treron phoenicopterus)
- sárgahasú lombgalamb vagy papagájgalamb (Treron waalia)
- pirosvállú zöldgalamb (Treron australis)
- Comore-szigeteki zöldgalamb (Treron griveaudi)
- afrikai lombgalamb (Treron calvus)
- Pemba-szigeti zöldgalamb (Treron pembaensis)
- São Tomé-i zöldgalamb (Treron sanctithomae)
- nyílfarkú zöldgalamb (Treron apicauda)
- szumátrai zöldgalamb (Treron oxyurus)
- fehérhasú zöldgalamb (Treron seimundi)
- hegyesfarkú zöldgalamb (Treron sphenurus)
- fehérhasú lombgalamb (Treron sieboldii)
- tajvani zöldgalamb (Treron formosae)
- Rjúkjú-szigeteki zöldgalamb (Treron permagnus - vagy Treron formosae permagnus)